# Eurydyka III z Macedonii
Eurydyka III właśc. Adea (gr: Εύρυδίκη,  Eúrydίkē) (ur. ok. 337, zm. 317 p.n.e.) – królowa Macedonii, córka byłego króla Macedonii Amyntasa IV i Kynane, córki króla macedońskiego Filipa II i królowej Eurydyki II.
Eurydyka była wychowywana w sztuce wojennej przez matkę Kynane, która była doświadczona w tej dziedzinie, bowiem stawała na czele armii oraz brała udział w bitwach. W r. 322 p.n.e. ta wyruszyła z piętnastoletnią córką z Pelli na Wschód w nadziei wydania za mąż za Filipa III Arridajosa, który został nowym królem macedońskim. Po pokonaniu z nielicznym oddziałem sił Antypatra, przeszła przez tracką rzekę Strymon. Następnie po przejściu Hellespontu, doszło do bitwy z Alketasem, bratem Perdikkasa. Ten kazał, po zwycięstwie, zgładzić Kynane. Zuchwały czyn wywołał niezadowolenie wojska, z powodu szacunku do rodu Aleksandra, którego zmarła była siostrą przyrodnią. Skłonili Perdikkasa, by nie tylko oszczędzić życie Eurydyki, ale by dać ją za mąż za króla Filipa III.
Po śmierci Perdikkasa doszło do zaburzeń, bowiem obiecano taką samą gratyfikację z r. 324 p.n.e. Eurydyka postanowił wykorzystać niezadowolenie formacji „Srebrnych Tarcz” i pozostałych żołnierzy piechoty. Oświadczyła, że to ona, a nie „strażnicy” (Pejthont i Arridajos), reprezentuje wolę królów. W ten sposób doprowadziła obu do rezygnacji z funkcji. Zgromadzenie wybrało zaocznie Antypatra nowym „strażnikiem”. Ten nie mogąc sprostać wymaganiom finansowym, został oskarżony przez Eurydykę. Seleukos i Antygon z trudem go wyratowali. Antypater, po uzyskaniu potwierdzenia nominacji, zmusił do milczenia Eurydykę. 
Zawarcie małżeństwa między Eurydyką a Filipem powiększyło przepaść między nią a Olimpias. W r. 319 p.n.e., po śmierci Antypatra, nowym „strażnikiem królów” (epimeletes) został Poliperchon. Kassander, syn zmarłego, postanowił siłą zając jego miejsce. Doszło do wojny domowej w Europie. Poliperchon postanowił przekonać zgromadzenie, by przywołać z Epiru Olimpias i jako królową matkę mianować regentką Aleksandra IV. Ta nie przybyła, ponieważ obawiała się Kassandra i Eurydyki. Poliperchon w czasie wyprawy na południe w r. 317 p.n.e. pozostawił Filipa III z Eurydyką w Pelli, a wysłał Aleksandra IV z matką Roksaną do przebywającej w Epirze Olimpias. Ta, jako królowa matka, wydawała rozkazy w imieniu „domu i rodu Filipa oraz dzieci Aleksandra” oraz „w imieniu królów [Filipa III i Aleksandra IV] i swym własnym”. Dowódcy przebywający w Azji podporządkowali się jej rozkazom, a niektóre oddziały wojskowe tam przebywające złożyły jej przysięgę wierności. Jednak doszło do kryzysu w łonie dynastii, ponieważ król Filip III Arridajos z Eurydyką przeszedł na stronę Kassandra.
Eurydyka III postanowiła wykorzystać popularność u części weteranów. Uzyskując dodatkowo pomoc zwolenników Kassandra, dokonała zamachu stanu. Po czym wezwała go, by przyłączył się do niej. Następnie w imieniu króla Filipa kazała Poliperchontowi i Antygonowi rozwiązać armie, i oddać wojsko Kassandrowi, któremu król przekazał jeszcze rząd nad państwem. Olimpias postanowiła natychmiast zareagować. Zabrała ze sobą na wojnę Aleksandra IV, armię Poliperchonta oraz królewską gwardię Molossów. Po przybyciu do granicy epirocko-macedońskiej w Euja, stawiła czoło wojsku Filipa i Eurydyki. Ci zostali opuszczeni przez Macedończyków uciekających z pola walki. Olimpias oboje uwięziła, po czym kazała zasztyletować króla, a Eurydyce popełnić samobójstwo. 
Kassander, występując w roli obrońcy dynastii, zorganizował wspaniały pogrzeb państwowy Filipowi III, Eurydyce i Kynane. Uroczystości odbyły się w Ajgaj, w ich trakcie zorganizowano igrzyska z walkami macedońskich gladiatorów lub zapewne żołnierzy falangi.